# Jean-Philippe Ruggia
Jean-Philippe Ruggia (Tolone, 1º ottobre 1965) è un pilota motociclistico francese ritiratosi dall'attività agonistica.

## Carriera

### Gli inizi
Nel 1984 partecipa al campionato francese monomarca Yamaha, titolo che vince l'anno successivo. Il debutto nel motomondiale avviene nel 1986 nella classe 250 nel Gran Premio di casa, mancando però la qualificazione alla gara. Nello stesso anno partecipa al campionato Europeo Velocità, giungendo secondo in classifica nella classe 250.
Nel 1987 corre come pilota titolare in 250 per il team Sonauto, importatore francese Yamaha, con cui rimane legato anche negli anni successivi. Inoltre vince il Campionato francese, nella classe Open 250, e prende parte al Bol d'or insieme a Christian Sarron e Patrick Igoa, concludendo al secondo posto.

### Motomondiale
Rimane con lo stesso team e nella stessa classe anche nel 1988, anno in cui sale per la prima volta sul podio, in Spagna, e nella stagione 1989, nella quale fa segnare due pole position e altri tre piazzamenti a podio; in queste due stagioni ottiene il 7º posto nella classifica piloti.
Nel 1990, pur restando sempre nella stessa squadra, passa alla 500, classe in cui gareggia anche nell'anno successivo; il suo miglior risultato in gara nei due anni trascorsi nella classe regina, nei quali ha potuto contare su moto ufficiali, è un secondo posto del 1990, in Belgio, mentre nelle classifiche finali ottiene prima l'ottavo e poi il decimo posto. Nel 1992 fa ritorno nella classe 250 correndo con una Gilera GFR 250, moto con cui la casa italiana faceva il suo rientro nel motomondiale; nel corso dell'intera stagione riesce a tagliare il traguardo in sole quattro occasioni, ritirandosi nella maggior parte dei casi.
L'anno successivo passa al team interno Aprilia e giunge alla vittoria nel GP di Gran Bretagna e poi in Italia. Rimane nella stessa squadra anche nel 1994, annata che lo vede vincere in Spagna e confermare il 6º posto in classifica già ottenuto l'anno precedente. Nel 1995 passa a guidare motociclette Honda ufficiali del team Tech 3; ottiene il suo miglior piazzamento finale in carriera, il 5º posto, senza salire sul podio. Resta nello stesso team anche nella stagione successiva, chiudendo al 9º posto.

### Gare di durata e derivate dalla serie
Nel 1997 viene ingaggiato dal team Millet Racing per correre con una ROC Yamaha nella classe 500, ma rinuncia poco prima dell'inizio della stagione e viene sostituito da Laurent Naveau. Nello stesso anno disputa il Campionato mondiale Endurance, giungendo secondo nella 24 Ore di Le Mans e al 10º posto nella 8 Ore di Suzuka. Inoltre partecipa come wild-card al round di Monza del mondiale Superbike con una Yamaha, conquistando due punti in gara uno.
Nel 1998 partecipa alle prime quattro gare del Campionato mondiale Supersport con una Bimota, prendendo 6 punti nella gara di Monza. Nello stesso anno partecipa al GP d'Olanda del motomondiale nella classe 500 come sostituto dell'infortunato Doriano Romboni, senza riuscire a concludere la gara.

### Dopo il ritiro
Negli anni successivi, non trovando più posto nelle competizioni agonistiche, si dedica alla vita privata, praticando diverse attività sportive nei pressi di Six-Fours-les-Plages, località francese sul Mediterraneo. Durante la sua carriera Ruggia divenne noto per il suo stile di guida, reso particolare per gli esasperati angoli di inclinazione in curva della sua moto che poi divenne lo standard negli anni successivi. Il pilota francese fu uno dei primi ad adottare la tecnica di toccare e strisciare con il gomito i cordoli e l'asfalto venendo così considerato uno dei più celebri "gomitisti".

## Risultati in gara

### Motomondiale
| 1986 | Classe | Moto   |  |  |  |  |  |  |  |    |  |  |  |    |  |  |  | Punti | Pos. |
| ---- | ------ | ------ |  |  |  |  |  |  |  | -- |  |  |  | -- |  |  |  | ----- | ---- |
| 1986 | 250    | Yamaha |  |  |  |  |  |  |  | NQ |  |  |  | NE |  |  |  | 0     |      |

| 1987 | Classe | Moto   |     |   |    |    |    |    |    |   |    |     |     |    |    |    |     | Punti | Pos. |
| ---- | ------ | ------ | --- | - | -- | -- | -- | -- | -- | - | -- | --- | --- | -- | -- | -- | --- | ----- | ---- |
| 1987 | 250    | Yamaha | Rit | 7 | 24 | 17 | 22 | 11 | 26 | 8 | 14 | Rit | Rit | 21 | 13 | 19 | Rit | 7     | 17º  |

| 1988 | Classe | Moto   |   |    |   |   |   |    |    |    |   |     |   |   |   |    |   | Punti | Pos. |
| ---- | ------ | ------ | - | -- | - | - | - | -- | -- | -- | - | --- | - | - | - | -- | - | ----- | ---- |
| 1988 | 250    | Yamaha | 7 | 13 | 3 | 5 | 9 | 13 | 13 | 11 | 9 | Rit | 7 | 6 | 7 | 11 | 8 | 104   | 7º   |

| 1989 | Classe | Moto   |   |   |   |   |   |   |   |   |     |     |   |    |  |    |  | Punti | Pos. |
| ---- | ------ | ------ | - | - | - | - | - | - | - | - | --- | --- | - | -- |  | -- |  | ----- | ---- |
| 1989 | 250    | Yamaha | 5 | 2 | 7 | 3 | 2 | 7 | 8 | 4 | Rit | Rit | 5 | NP |  | NP |  | 110   | 7º   |

| 1990 | Classe | Moto   |   |   |    |     |   |   |   |    |   |     |   |   |   |   |     | Punti | Pos. |
| ---- | ------ | ------ | - | - | -- | --- | - | - | - | -- | - | --- | - | - | - | - | --- | ----- | ---- |
| 1990 | 500    | Yamaha | 8 | 5 | 10 | Rit | 6 | 8 | 5 | 11 | 2 | Rit | 9 | 7 | 8 | 6 | Rit | 110   | 8º   |

| 1991 | Classe | Moto   |     |   |   |   |   |    |  |   |   |   |     |    |    |     |     | Punti | Pos. |
| ---- | ------ | ------ | --- | - | - | - | - | -- |  | - | - | - | --- | -- | -- | --- | --- | ----- | ---- |
| 1991 | 500    | Yamaha | Rit | 7 | 4 | 5 | 5 | NP |  | 7 | 8 | 5 | Rit | 10 | NP | Rit | Rit | 78    | 10º  |

| 1992 | Classe | Moto   |     |   |     |     |     |   |     |     |     |     |     |    |   |  |  | Punti | Pos. |
| ---- | ------ | ------ | --- | - | --- | --- | --- | - | --- | --- | --- | --- | --- | -- | - |  |  | ----- | ---- |
| 1992 | 250    | Gilera | Rit | 9 | Rit | Rit | Rit | 9 | Rit | Rit | Rit | Rit | Rit | 12 | 9 |  |  | 6     | 17º  |

| 1993 | Classe | Moto    |   |    |   |   |     |   |   |   |   |   |     |   |     |     |  | Punti | Pos. |
| ---- | ------ | ------- | - | -- | - | - | --- | - | - | - | - | - | --- | - | --- | --- |  | ----- | ---- |
| 1993 | 250    | Aprilia | 9 | 19 | 5 | 3 | Rit | 8 | 4 | 5 | 4 | 1 | Rit | 1 | Rit | Rit |  | 129   | 6º   |

| 1994 | Classe | Moto    |   |   |   |   |   |   |     |   |   |   |   |     |   |   |  | Punti | Pos. |
| ---- | ------ | ------- | - | - | - | - | - | - | --- | - | - | - | - | --- | - | - |  | ----- | ---- |
| 1994 | 250    | Aprilia | 4 | 4 | 7 | 1 | 6 | 8 | Rit | 4 | 7 | 6 | 3 | Rit | 4 | 6 |  | 149   | 6º   |

| 1995 | Classe | Moto  |     |   |   |   |   |   |   |   |   |   |   |   |    |  |  | Punti | Pos. |
| ---- | ------ | ----- | --- | - | - | - | - | - | - | - | - | - | - | - | -- |  |  | ----- | ---- |
| 1995 | 250    | Honda | Rit | 5 | 5 | 7 | 5 | 9 | 4 | 8 | 5 | 6 | 6 | 5 | 13 |  |  | 115   | 5º   |

| 1996 | Classe | Moto  |   |    |    |   |   |     |     |   |     |   |   |     |     |   |   | Punti | Pos. |
| ---- | ------ | ----- | - | -- | -- | - | - | --- | --- | - | --- | - | - | --- | --- | - | - | ----- | ---- |
| 1996 | 250    | Honda | 5 | 10 | 10 | 8 | 7 | Rit | Rit | 7 | Rit | 5 | 6 | Rit | Rit | 5 | 6 | 91    | 9º   |

| 1998 | Classe | Moto |  |  |  |  |  |  |     |  |  |  |  |  |  |  |  | Punti | Pos. |
| ---- | ------ | ---- |  |  |  |  |  |  | --- |  |  |  |  |  |  |  |  | ----- | ---- |
| 1998 | 500    | MuZ  |  |  |  |  |  |  | Rit |  |  |  |  |  |  |  |  | 0     |      |

| Legenda | 1º posto        | 2º posto            | 3º posto            | A punti      | Senza punti        | Grassetto – Pole position Corsivo – Giro più veloce |
| Legenda | Gara non valida | Non qual./Non part. | Ritirato/Non class. | Squalificato | '-' Dato non disp. | Grassetto – Pole position Corsivo – Giro più veloce |

### Campionato mondiale Superbike
| 1997 | Moto   |  |  |  |  |  |  |  |  |    |     |  |  |  |  |  |  |  |  |  |  |  |  |  |  |  |  | Punti | Pos. |
| ---- | ------ |  |  |  |  |  |  |  |  | -- | --- |  |  |  |  |  |  |  |  |  |  |  |  |  |  |  |  | ----- | ---- |
| 1997 | Yamaha |  |  |  |  |  |  |  |  | 14 | Rit |  |  |  |  |  |  |  |  |  |  |  |  |  |  |  |  | 2     | 51º  |

| Legenda | 1º posto        | 2º posto            | 3º posto           | A punti      | Senza punti        | Grassetto – Pole position Corsivo – Giro più veloce |
| Legenda | Gara non valida | Non qual./Non part. | Ritirato/Non class | Squalificato | '-' Dato non disp. | Grassetto – Pole position Corsivo – Giro più veloce |

### Campionato mondiale Supersport
| 1998 | Moto   |     |    |     |     |  |  |  |  |  |  |  | Punti | Pos. |
| ---- | ------ | --- | -- | --- | --- |  |  |  |  |  |  |  | ----- | ---- |
| 1998 | Bimota | Rit | 10 | Rit | Rit |  |  |  |  |  |  |  | 6     | 37º  |

| Legenda | 1º posto        | 2º posto            | 3º posto           | A punti      | Senza punti        | Grassetto – Pole position Corsivo – Giro più veloce |
| Legenda | Gara non valida | Non qual./Non part. | Ritirato/Non class | Squalificato | '-' Dato non disp. | Grassetto – Pole position Corsivo – Giro più veloce |